# Горбатые черепахи
Горбатые черепахи (лат. Graptemys) — род американских пресноводных черепах, обитающих в Северной Америке. Насчитывает 13 видов.
Общая длина варьирует от 20 до 30 см. Наблюдается половой диморфизм: самки крупнее самцов. При этом взрослые самцы имеют гораздо более длинные когти. Голова широкая, челюсти уплощенные. Панцирь крышеобразный с зубчатым гребнем вдоль позвоночника.
Кожа зеленовато-чёрная, покрыта линиями от ярко-жёлтого до оранжевого окраса. Окраска карапакса колеблется от оливково-зелёного до тёмно-коричневого. Пластрон ярко-жёлтый.
Любят реки и ручьи. Большую часть жизни проводят в водоёмах с густой растительностью. Иногда выползают на берег, где греются на камнях. Питаются мелкими млекопитающими, рыбой, улитками, насекомыми, растениями.
Весной самки откладывают до 4-х яиц. За сезон бывает до 4-х кладок.
Местные жители употребляют этих черепах в пищу.
Продолжительность жизни до 60 лет.
Виды
- Graptemys barbouri
- Graptemys caglei
- Graptemys ernsti
- Graptemys flavimaculata
- Географическая черепаха (Graptemys geographica)
- Graptemys gibbonsi
- Graptemys nigrinoda
- Graptemys oculifera
- Graptemys ouachitensis
- Graptemys pearlensis
- Пилоспинная черепаха (Graptemys pseudogeographica)
- Graptemys pulchra
- Graptemys versa